# Alexis Pujol
Alexis Pujol, né le 10 octobre 1739 au Poujol, près de Béziers et mort le 15 septembre 1804 à Castres, est un médecin français.

## Biographie
Il fait ses études médicales à Montpellier, où il est reçu docteur en 1762, puis il travaille d'abord à Bédarieux, puis à Castres. Quoiqu'il ait exercé sur un petit théâtre, Pujol eut cependant une pratique considérable et publia de nombreux mémoires, certains couronnés par diverses sociétés savantes.

## Œuvres
- Essai sur les maladies de la face (Paris, in-12) ;
- Observations sur la fièvre miliaire épidémique qui régna dans le Languedoc en 1782 (1783) ;
- Dissertation sur les maladies de la peau (1786) ;
- Essai sur le vice scrophuleux (1787) ;
- Dissertation sur l'art d'exciter et de modérer la fièvre, pour la guérison des maladies chroniques (1787) ;
- Mémoire sur une fièvre puerpérale suivie d'un épanchement laiteux dans l'abdomen et d'un dépôt énorme, terminé par une fistule au nombril (1787) ;
- Mémoire et observations sur l'utilité de la méthode de Leroux pour la cure prophylactique de la rage (1789) ;
- Essai sur les maladies héréditaires (1790) ;
- Essai sur les maladies propres à la lymphe et aux voies lymphatiques (1790) ;
- Essai sur les inflammations chroniques des viscères (1791) ;
- Essai sur la nature du vice rachitique et sur les indications essentielles et accessoires que ce vice offre à remplir (1792) ;
- Mémoire sur une colique hépatique par cause calculeuse.

Les écrits de Pujol ont été réunis sous le nom d'Œuvres médicales (Castres, vol. in-8°), rééditées en 1823.